# Sexwitch
Sexwitch es una colaboración musical entre la banda inglesa Toy y Natasha Khan. Su álbum homónimo fue lanzado el 25 de septiembre de 2015 y consta de seis covers de canciones de rock psicodélico y música folk de la década de los 70. Estas canciones provienen de Irán, Marruecos, Tailandia y los Estados Unidos de América.

## Grabación
Khan y Toy ya habían colaborado en 2013 haciendo un cover de "The Bride", una canción iraní prerrevolucionaria. Para Sexwitch, Khan y el productor Dan Carey compraron varios viejos discos psicodélicos de diferentes países y canciones folclóricas extrañas para invitar a Toy a grabar los covers de dichas canciones. La banda se aprendió las canciones y las grabó en una sola toma en el mismo día.

## Lanzamiento
El 24 de agosto de 2015, Sexwitch lanzó el sencillo "Helelyos" a través de Internet. Rolling Stone la describió como "hipnótica, con un ritmo medio oriental. The Guardian dijo que Sexwitch comprendía un "canciones hipnóticas y basadas en el ritmo donde figuraban guitarras post-punk" y "crescendos gritados". Sexwitch se presentó su debut en el festival Green Man en 2015.

## Lista de canciones deSexwitch
| N.º | Título                 | Duración |  |
| 1.  | «Ha Howa Ha Howa»      | 6:55     |  |
| 2.  | «Helelyos»             | 4:43     |  |
| 3.  | «Kassidat El Hakka»    | 7:54     |  |
| 4.  | «Lam Plearn Kiew Bao»  | 3:57     |  |
| 5.  | «Ghoroobaa Ghashangan» | 4:42     |  |
| 6.  | «War In Peace»         | 4:47     |  |